# David Koresh
David Koresh (Houston, Texas, 17 d'agost de 1959 - Waco, Texas, 19 d'abril de 1993) o Vernon Wayne Howell de naixement, va ser el líder de la secta religiosa dels Davidians, i els seus adeptes el consideraven com l'últim Profeta. Howell legalment va canviar el seu nom pel de David Koresh el 15 maig de 1990.
L'any 1993 morí durant l'assalt per part de les forces de l'FBI, incendi i destrucció total del ranxo dels Davidians, situat als afores de Waco, a Texas. Koresh s'immolà conjuntament amb 54 adults i 21 nens que varen ser trobats calcinats després de l'incendi.